# Mars 1994

## Événements
- 1er mars : un sous-marin scientifique bat le record du monde de plongée à 10 911 mètres.

- 4 mars : Mercedes-Benz présente le prototype de sa nouvelle mini-voiture urbaine, la Swatchmobile.

- 6 mars : par référendum, les Moldaves refusent largement le rattachement à la Roumanie.

- 7 mars : la Moldavie se prononce par référendum favorable à 90 % à l'indépendance.

- 9 mars : le Pays de Galles remporte le Tournoi des 5 nations de rugby à XV.

- 12 mars : 
  - Premières ordinations de femmes prêtres par l'Église anglicane.
  - En mars, importantes manifestations étudiantes en France contre l'adoption du contrat d'insertion professionnelle (CIP) des jeunes instituant un SMIC Jeunes.

- 13 mars :
  - Troisième bombardement au mortier par l'IRA provisoire à Londres. L'aéroport d'Heathrow était visé.
  - Le cycliste suisse Tony Rominger remporte la course à étapes Paris-Nice.

- 17 mars :
  - Importantes manifestations en France (200 000 personnes à Paris) pour exiger le retrait du projet gouvernemental de CIP, véritable SMIC au rabais pour les jeunes.
  - Ouverture à Versailles du procès de Paul Touvier pour crimes contre l'humanité pendant la Seconde Guerre mondiale.

- 21 mars : le film de Steven Spielberg La liste de Schindler décroche sept Oscars.

- 22 mars :
  - Manifestations de femmes en Algérie contre la menace islamiste du FIS.
  - Un Airbus A310 de la compagnie aérienne russe Aeroflot s'écrase ; 75 morts. On apprendra plus tard (le 4 avril) qu'au moment du crash, un enfant de 15 ans, fils d'un pilote, était aux commandes de l'appareil...
  - le tout premier épisode de F.R.I.E.N.D.S sort sur écran
- 27 mars : 
  - le parti islamiste turc remporte les élections municipales à Istanbul.
  - Formule 1 : Grand Prix automobile du Brésil.

- 28 mars : Silvio Berlusconi est porté au pouvoir en Italie à la suite du succès de la coalition de droite aux élections législatives.

- 30 mars :
  - Incident dans le sous-marin nucléaire français Emeraude en Méditerranée ; 10 morts.
  - À Alger, deux écolières sont abattues dans la rue parce qu'elles ne portaient pas de voile.

- 31 mars :
  - Après plus d'un mois de manifestations, le premier ministre français Édouard Balladur est contraint de retirer son projet de « Smic Jeune » (CIP ou Contrat d'Insertion Professionnelle).
  - Incident au centre CEA de Cadarache ; 1 mort et 4 blessés graves.

## Naissances
- 1er mars : 
  - Justin Bieber, chanteur canadien.
  - Park Bo-ram, chanteuse sud-coréenne († 11 avril 2024).
- 4 mars : Clémence Grimal, snowboardeuse française.
- 5 mars : Hassane Kamara, footballeur International français.
- 6 mars : Nathan Redmond, footballeur anglais.
- 8 mars :
  - Moriah Jefferson, basketteuse américaine.
  - Marthe Koala, athlète burkinabé.
  - Sarra Mzougui, judokate tunisienne.
  - Gaël Prévost, archer français.
  - Robert Renner, athlète slovène.
- 12 mars : Christina Grimmie, chanteuse américaine († 10 juin 2016).
- 13 mars : Gerard Deulofeu, footballeur espagnol.
- 14 mars : Ansel Elgort, acteur et chanteur américain.
- 15 mars : Nijel Amos, athlète botswanais.
- 16 mars : Joel Embiid, joueur camerounais de basket-ball.
- 23 mars : 
  - Lindsay Gavin, taekwondoïste calédonienne.
  - Tee Grizzley, rappeur américain.
- 30 mars : Jetro Willems, footballeur néerlandais.
- 31 mars :
  - Marco Bueno, footballeur mexicain.
  - Alimatou Diallo, taekwondoïste franco-sénégalaise.
  - Zhenya Katava, mannequin biélorusse.

## Décès
- 4 mars :
  - John Candy, acteur.
  - Chris Seydou, grand couturier malien.
- 6 mars : Melina Mercouri, actrice, chanteuse et femme politique grecque.
- 9 mars : Charles Bukowski, écrivain, poète américain d'origine allemande.
- 13 mars : Jacques Doucet, peintre.
- 14 mars :
  - Serge Blusson, coureur cycliste français (° 7 mai 1928).
  - Georges Claes, coureur cycliste belge (° 7 janvier 1920).
- 18 mars : Hans Blees, pilote de Formule 1 allemand.
- 23 mars :
  - Giulietta Masina, actrice italienne.
  - Alvaro del Portillo, ecclésiastique.
- 28 mars : Eugène Ionesco, dramaturge et écrivain français.
- 29 mars : Paul Grimault, réalisateur.
- 31 mars : Léon Degrelle.